# Centro Natación Helios (Baloncesto)
El Centro Natación Helios es un club con sede en Zaragoza. Su sección de baloncesto cuenta con equipos de cantera en todas las categorías de formación y su primer equipo juega en Tercera FEB (cuarta categoría) durante la temporada 2024-25.

## Historia
La sección de baloncesto del Centro Natación Helios fue creada en 1934.

El 25 de junio de 1935 se pone en conocimiento de la Junta, la formalización de la Federación Aragonesa de Basketball, aprobándose que el centro pertenezca a la misma.

Se incorpora a la Primera División del baloncesto español en la temporada 1959-60, donde logra obtener la undécima posición. Al año siguiente cede su puesto al Real Zaragoza.

En la temporada 1963-64 retoma la plaza en la élite, tras asumir la plaza del equipo zaragozano Club Tritones.

En la temporada 1966-1967 pese a que se consigue mantener la categoría, el club debe renunciar a la misma debido a problemas de índole económica. Esta renuncia conllevó que la Federación le sancionase con una multa de cien mil pesetas. En 1969 la Federación Española ratifica la sanción que había quedado en suspenso e inhabilita al Centro para la práctica del baloncesto durante diez años en cualquiera de sus categorías, sanción que sería levantada en octubre de 1970.

En 1979, el primer equipo consigue ascender a la Primera División; tras dos temporadas en esta competición, el Centro Natación Helios no puede mantener el apoyo económico a su sección de baloncesto para poder jugar en la máxima categoría del baloncesto nacional. Ante este hecho, José Luis Rubio, presidente del Club Baloncesto Helios, decide en unión de sus compañeros de junta directiva y abonados del club, separarse y fundar el Club Baloncesto Zaragoza, facultad que le venía permitida dado que la junta directiva del CN Helios había concedido la autonomía a la sección de baloncesto para constituirse en un club con estatutos propios, y llevaba varias temporadas inscrito como Club Baloncesto Helios-Skol.

## Denominaciones
- C.N. Helios (1959-1964)
- C.N. Helios Tusa (1964-1966)
- Helios Trinaranjus (1966-1967)
- Helios Skol (1976-1981)
- C.N. Helios (1995-1998)
- Hispanocobyr-Helios (1998-2000)
- C.N. Helios (2004-2025)

## Trayectoria
| Temporada | Nivel | División       | Pos. | Postemporada              | TR      | PO  | Copa         | Copa | Comp. Europeas | Comp. Europeas |
| --------- | ----- | -------------- | ---- | ------------------------- | ------- | --- | ------------ | ---- | -------------- | -------------- |
| 1958-59   | 2     | 2.ª División   | 2.º  | Ascenso                   | –       | –   | –            | –    | –              | –              |
| 1959-60   | 1     | 1.ª División   | 11.º | Descenso                  | 4-1-17  | –   | –            | –    | –              | –              |
| 1960-63   | 2     | 2.ª División   | –    | –                         | –       | –   | –            | –    | –              | –              |
| 1963-64   | 1     | 1.ª División   | 5.º  | Promoción                 | 5-7     | –   | –            | –    | –              | –              |
| 1964-65   | 1     | 1.ª División   | 6.º  | –                         | 5-9     | –   | –            | –    | –              | –              |
| 1965-66   | 1     | 1.ª División   | 10.º | Promoción                 | 5-13    | 2-1 | –            | –    | –              | –              |
| 1966-67   | 1     | 1.ª División   | 11.º | Promoción/ Descenso       | 1-19    | 2-0 | –            | –    | –              | –              |
| 1967-73   | –     | –              | –    | –                         | –       | –   | –            | –    | –              | –              |
| 1973-74   | 3     | 3.ª División   |      | Ascenso                   | –       | –   | –            | –    | –              | –              |
| 1974-75   | 2     | 2.ª División   | 7.º  | Descenso                  | –       | –   | –            | –    | –              | –              |
| 1975-76   | 3     | 3.ª División   |      | Ascenso                   | –       | –   | –            | –    | –              | –              |
| 1976-77   | 2     | 2.ª División   | 6.º  | –                         | 15-13   | –   | –            | –    | –              | –              |
| 1977-78   | 2     | 2.ª División   | 4.º  | –                         | 18-1-11 | –   | –            | –    | Copa Korać     | PR             |
| 1978-79   | 2     | 1.ª División B | 2.º  | Ascenso                   | 19-2-1  | –   | –            | –    | –              | –              |
| 1979-80   | 1     | 1.ª División   | 10.º | –                         | 6-3-13  | –   | Copa del Rey | CF   | –              | –              |
| 1980-81   | 1     | 1.ª División   | 7.º  | Descenso                  | 11-15   | –   | Copa del Rey | CF   | –              | –              |
| 1981-95   | –     | –              | –    | –                         | –       | –   | –            | –    | –              | –              |
| 1995-96   | 3     | 2.ª División   | –    |                           | –       | –   | –            | –    | –              | –              |
| 1996-97   | 3     | Liga EBA       | 9.º  | PO Permanencia            | –       | 2-0 | –            | –    | –              | –              |
| 1997-98   | 3     | Liga EBA       | 8.º  | PO Permanencia            | 13-13   | –   | –            | –    | –              | –              |
| 1998-99   | 3     | Liga EBA       | 11.º | –                         | 13-17   | –   | –            | –    | –              | –              |
| 1999-00   | 3     | Liga EBA       | 1.º  | Semifinal (3.º)/ Descenso | 22-4    | 1-1 | Copa EBA     | SF   | –              | –              |
| 2000-04   | –     | –              | –    | –                         | –       | –   | –            | –    | –              | –              |
| 2004-05   | 5     | 1.ª División   | 1.º  | –                         | 21-3    | –   | –            | –    | –              | –              |
| 2005-06   | 5     | 1.ª División   | 2.º  | –                         | 21-5    | –   | –            | –    | –              | –              |
| 2006-07   | 5     | 1.ª División   | 2.º  | Semifinal (3.º)           | 18-4    | 3-2 | –            | –    | –              | –              |
| 2007-08   | 6     | 1.ª División   | 5.º  | Semifinal (5.º)           | 15-9    | 1-1 | –            | –    | –              | –              |
| 2008-09   | 6     | 1.ª División   | 9.º  | Cuartos final (7.º)       | 10-10   | 0-2 | –            | –    | –              | –              |
| 2009-10   | 5     | 1.ª División   | 3.º  | Semifinal (4.º)           | 19-7    | 3-3 | –            | –    | –              | –              |
| 2010-11   | 5     | 1.ª División   | 7.º  | Cuartos final (7.º)       | 7-13    | 0-2 | –            | –    | –              | –              |
| 2011-12   | 5     | 1.ª División   | 6.º  | Cuartos final (6.º)       | 8-12    | 1-2 | –            | –    | –              | –              |
| 2012-13   | –     | –              | –    | –                         | –       | –   | –            | –    | –              | –              |
| 2013-14   | 7     | 2.ª Aragonesa  | 1.º  | Final (2.º)/ Ascenso      | 16-10   | 2-2 | –            | –    | –              | –              |
| 2014-15   | 6     | 1.ª Aragonesa  | 6.º  | Cuartos final (6.º)       | 16-10   | 1-1 | –            | –    | –              | –              |
| 2015-16   | 6     | 1.ª Aragonesa  | 3.º  | Final (2.º)               | 15-5    | 2-2 | –            | –    | –              | –              |
| 2016-17   | 6     | 1.ª Aragonesa  | 6.º  | Final (2.º)/ Ascenso      | 15-9    | 3-1 | –            | –    | –              | –              |
| 2017-18   | 5     | 1.ª División   | 7.º  | Cuartos final (7.º)       | 1-11    | 0-2 | –            | –    | –              | –              |
| 2018-19   | 5     | 1.ª División   | 5.º  | Semifinal (4.º)           | 10-8    | 2-1 | –            | –    | –              | –              |
| 2019-20   | 5     | 1.ª División   | 3.º  | –                         | 10-4    | –   | –            | –    | –              | –              |
| 2020-21   | 5     | 1.ª División   | 1.º  | Semifinal (3.º)           | 12-2    | 2-1 | –            | –    | –              | –              |
| 2021-22   | 5     | 1.ª División   | 1.º  | Final (1.º)/ Ascenso      | 18-2    | 6-1 | –            | –    | –              | –              |
| 2022-23   | 4     | Liga EBA       | 14.º | Descenso                  | 2-24    | –   | –            | –    | –              | –              |
| 2023-24   | 5     | 1.ª División   | 1.º  | Final (1.º)/ Ascenso      | 19-3    | 6-2 | –            | –    | –              | –              |
| 2024-25   | 4     | Tercera FEB    | 13.º | Descenso                  | 8-18    | –   | –            | –    | –              | –              |

## Instalaciones
- Pista de Baloncesto del Centro Natación Helios
- Pabllón de la CAZAR (Pabellón Romareda)
- Pabellón del Club Baloncesto Zaragoza-ACTUR